# 阿姆格罗森布鲁赫
阿姆格罗森布鲁赫（意为在大的林地泥沼地区），或意译作林沼镇，是德国萨克森-安哈尔特州的一个市镇。总面积50.11平方公里，总人口2266人，其中男性1131人，女性1135人（2011年12月31日），人口密度45人/平方公里。